# شتاب‌دهنده وب گوگل
شتاب‌دهنده وب گوگل (به انگلیسی: Google Web Accelerator) شتاب‌دهندهٔ وب تولیدشده توسط گوگل بود. این نرم‌افزار برای افزایش سرعت دانلود، به اشتراک گذاری، بازدید صفحات وب و ... می‌باشد. نسخهٔ بتای این نرم‌افزار در ۴ مه ۲۰۰۵ منتشر شد و با موزیلا فایرفاکس ۱، ویندوز اکس پی، ویندوز سرور ۲۰۰۳، ویندوز ویستا و ویندوز ۷ سازگار بود.